# Megalobrama amblycephala
Megalobrama amblycephala är en fiskart som beskrevs av Yih, 1955. Megalobrama amblycephala ingår i släktet Megalobrama och familjen karpfiskar. IUCN kategoriserar arten globalt som livskraftig. Inga underarter finns listade i Catalogue of Life.